# سنت لوس (مارتینیک)
سنت لوک (به فرانسوی: Sainte-Luce) یک کمون در فرانسه است که در مارتینیک واقع شده‌است. سنت لوک ۲۸٫۰۲ کیلومتر مربع مساحت دارد.